# Distrazione
La distrazione è il processo del distogliere l'attenzione di un individuo o di un gruppo da un'area di interesse specifico; se provocata, tende a bloccare o ridurre la ricezione delle informazioni desiderate.

## In psicologia
La distrazione può essere causata da: mancanza di capacità di prestare attenzione; mancanza di interesse per l'oggetto dell'attenzione; dalla grande intensità, novità o attrattiva di qualcosa di diverso dall'oggetto dell'attenzione.
Le distrazioni provengono da fonti esterne e interne all'individuo o al gruppo sociale. Le distrazioni esterne includono fattori come trigger visivi, interazioni sociali, musica, messaggi di testo e chiamate telefoniche. Ci sono anche distrazioni interne come fame, affaticamento, malattie, preoccupazioni e sogni ad occhi aperti. Le distrazioni sia esterne che interne contribuiscono all'interferenza nel focus dell'attenzione e, quando ciò è frutto di una scelta consapevole del contraddittore, può fuorviare l'argomentazione.

## In filosofia

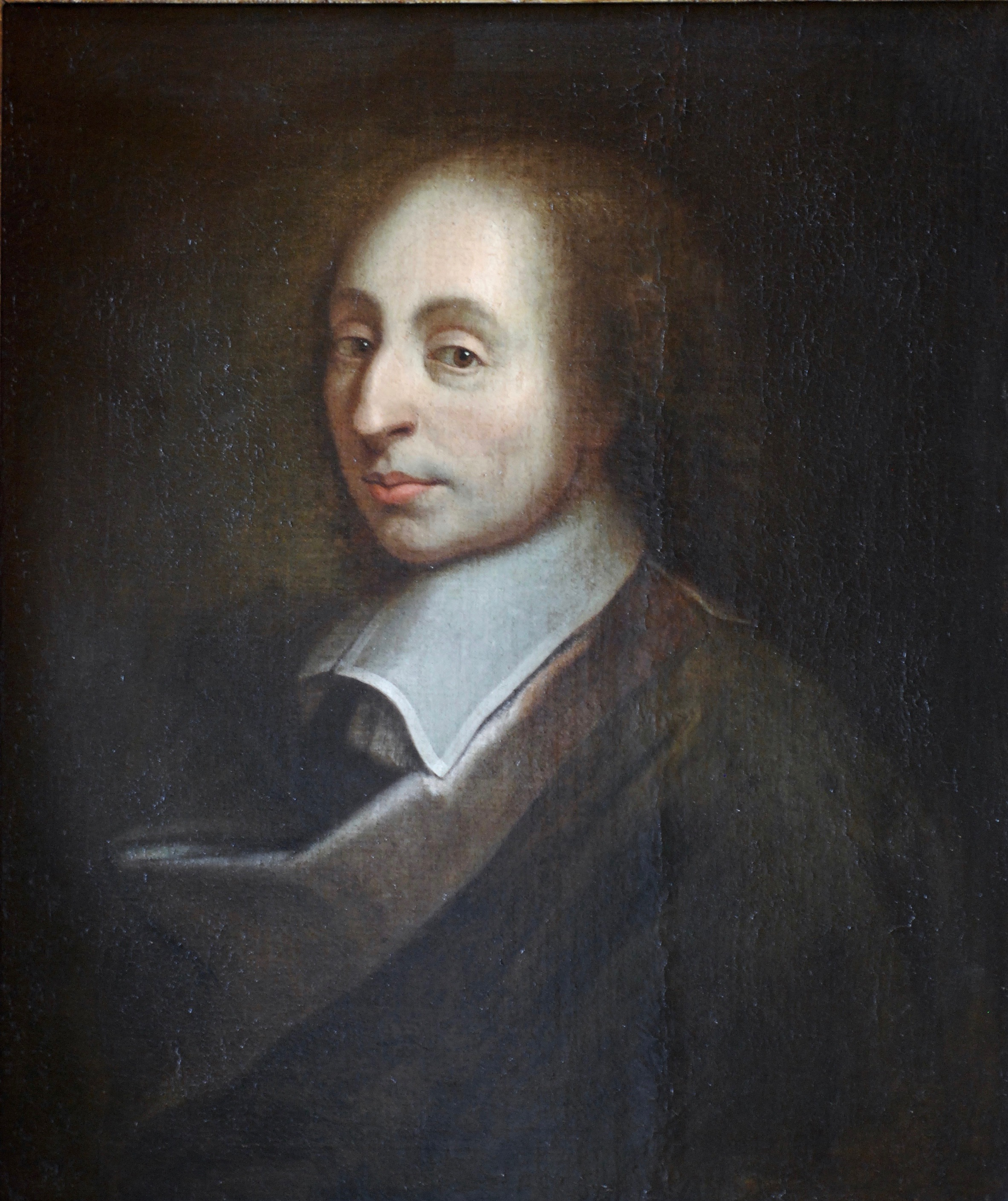
Blaise Pascal

Il termine distrazione assume rilievo filosofico, soprattutto ad opera del pensiero di Blaise Pascal (1623-1662) che intende il lemma originale in lingua francese di divertissement, divertimento frivolo, superficiale come uno strumento per distogliersi da una realtà dolorosa o comunque noiosa.
Punto centrale della filosofia pascaliana è infatti la critica al divertissement, nel senso originale di deviazione e allontanamento (dal latino devertere, cioè deviare, allontanarsi). Tale "divertimento" non si riferisce quindi, a un'attività gioiosa o ludica, ma a un comportamento che porta l'uomo "lontano" dal riflettere sulla propria interiorità.
L'uomo ricerca cioè, ogni forma di divertimento o anche d'impegno in un'attività o un'occupazione più gratificante, come un mezzo di distrazione, un diversivo che è in realtà un tentativo di sottrarsi a ciò che genera infelicità nella sua misera vita: l'ignoranza, il pensiero della morte, la propria pochezza ecc.. Scrive Pascal: «[...] ho scoperto che tutta l'infelicità degli uomini proviene da una cosa sola: dal non saper restare tranquilli in una camera. [...] ho voluto scoprirne la ragione, ho scoperto che ce n'è una effettiva, che consiste nella infelicità naturale della nostra condizione, debole, mortale e così miserabile che nulla ci può consolare quando la consideriamo seriamente.»
Il divertissement è dunque la peggiore e la più vasta piaga del mondo, in quanto ogni uomo cerca di "distrarsi" dalla propria condizione debole, mortale e così miserabile, disperdendosi in infinite attività che lo illudono di conquistare la felicità: «Nonostante tutte queste miserie, l'uomo vuol essere felice, e vuole soltanto esser felice, e non può non voler esser tale. Ma come fare? Per riuscirci, dovrebbe rendersi immortale; siccome non lo può, ha risolto di astenersi dal pensare alla morte» 
Perciò l'uomo è sempre in movimento, perché se si ferma, sente il nulla («La nostra natura è nel movimento; il riposo assoluto è la morte.» ); infatti lo stare tranquillo in una camera non sarebbe dunque la causa dell'infelicità, ma, come osserverà Søren Kierkegaard (1813-1855), la rivelazione di tale infelicità, che in realtà è sempre presente, connessa alla nostra stessa esistenza: la stasi infatti genera la noia, "malattia mortale", che origina quell'angoscia da cui l'uomo vuole sfuggire abbandonandosi ad una vita freneticamente attiva.
Osserva ironicamente Pascal che coloro che «giudicano assai poco ragionevole che la gente passi l'intera giornata a correr dietro a una lepre che non si vorrebbe aver comperato, non capiscono nulla della nostra natura. Quella lepre non ci impedirebbe la vista della morte e delle altre miserie, ma la caccia che ce ne distrae può farlo.»
In questo modo lo scopo vero di qualsiasi attività o impegno anche eticamente apprezzabile è arrivare inavvertitamente al nascondimento della morte. «Il fine psicologico della distrazione è l'oblio della morte» che la filosofia invece, come osserverà Baruch Spinoza (1632-1677) vuole indagare e capire soprattutto correlandola alla vita  poiché «un uomo libero pensa alla propria morte meno che a qualsiasi altra cosa; e la sua saggezza è una meditazione non sulla morte, ma sulla vita»
Invece «l'unica cosa che ci consola dalle nostre miserie è il divertimento, e intanto questa è la maggiore tra le nostre miserie.» poiché ci distoglie dalla nostra unica dignità che consiste nel riconoscere di essere indegni, più di una bestia, meno di un angelo. Nel divertimento non ci si può dunque accostare a Dio, perché tale accostamento dev'essere l'umiliazione e quindi il riconoscimento di se stessi e della propria infinita miseria di fronte all'Onnipotente, per riceverne così la Sua misericordia e la Sua Grazia.

## Nella circolazione stradale
La guida distratta è una pericolosa minaccia per la sicurezza stradale in tutto il mondo. Mentre i tassi di incidentalità per guida da ubriachi sono in calo dal 1983, quelli per la guida distratta sono in aumento negli ultimi anni. Molti ritengono che questa tendenza sia dovuta alla diffusione dei telefoni cellulari. La guida distratta può essere provocata da tutto ciò che distoglie l'attenzione dalla strada ma spesso è il telefono cellulare a ricevere la colpa per questo tipo di incidenti. La maggior parte degli studi recenti ha dimostrato che l'utilizzo del telefono cellulare durante la guida ha notevoli somiglianze con gli effetti del bere durante la guida.